# 와이우쿠 AFC
와이우쿠 AFC(Waiuku Association Football Club)는 뉴질랜드의 아마추어 축구단이다.
구단이 가장 오래 뛰었던 리그는 NRFL 디비전 1이며, 뉴질랜드 최고의 녹아웃 토너먼트 채텀 컵에서 또한 여러 차례 참가했다. 또한 2008년과 2015년에 컵 대회 3라운드에 진출하면서 클럽에 있어서 최고의 시즌을 보냈다.